# Alpirsbach Challenger 1997
L'Alpirsbach Challenger 1997 è stato un torneo di tennis facente parte della categoria ATP Challenger Series nell'ambito dell'ATP Challenger Series 1997. Il torneo si è giocato a Alpirsbach in Germania dal 25 al 31 agosto 1997 su campi in terra rossa.

## Vincitori

### Singolare
Fabio Maggi ha battuto in finale  Stefan Koubek con il punteggio di 6–4, 5–7, 6–4

### Doppio
Mathias Huning /  Grant Silcock hanno battuto in finale  Álex López Morón /  Fabio Maggi con il punteggio di 5–7, 6–4, 7–5